# Fußball-Oberliga Nord 1999/2000
Die Saison 1999/2000 der Oberliga Nord war die 44. Spielzeit der Fußball-Oberliga Nord in ihrer bisherigen Form und die sechste als vierthöchste Spielklasse in Deutschland. Sie wurde in zwei Staffeln – Niedersachsen/Bremen und Hamburg/Schleswig-Holstein – ausgetragen.
Die Meisterschaft in der Staffel Niedersachsen/Bremen sicherte sich Kickers Emden mit neun Punkten Vorsprung auf den FC Oberneuland. In der Staffel Hamburg/Schleswig-Holstein errang der TuS Felde den Titel mit fünf Punkten Vorsprung auf Rasensport Elmshorn. In den Relegationsspielen zur Regionalliga Nord zwischen Emden und Felde qualifizierten sich die Emder aufgrund der mehr erzielten Tore für die Entscheidungsspiele gegen den Lüneburger SK aus der Regionalliga, in denen sie aber scheiterten. Beide Staffelmeister verblieben somit in der Oberliga.
Die Abstiegsränge in der Staffel Niedersachsen/Bremen belegten der SSV Vorsfelde, die SVG Einbeck, der SV Südharz Walkenried, der Wolfenbütteler SV, die Bremer TS Neustadt, die SVG Göttingen 07 und die Sportfreunde Ricklingen. Aus der Staffel Hamburg/Schleswig-Holstein waren der Itzehoer SV und der SC Concordia Hamburg die sportlichen Absteiger. Der TSV Pansdorf zog seine Mannschaft nach der Saison freiwillig in die siebtklassige Bezirksliga Schleswig-Holstein zurück.
Durch die Verringerung der Regionalliga-Staffeln und des vermehrten Abstiegs in die Oberligen gab es pro Staffel nur jeweils einen Aufstiegsplatz. Die Amateure von Hannover 96 aus der Niedersachsenliga setzten sich in einer Aufstiegsrunde durch und stiegen in die Staffel Niedersachsen/Bremen auf. Der VfR Neumünster aus der Verbandsliga Schleswig-Holstein gewann die Aufstiegsspiele zur Staffel Hamburg/Schleswig-Holstein und qualifizierte sich damit für die Oberliga. Aus der Regionalliga Nord stiegen Göttingen 05, der SV Arminia Hannover, der BV Cloppenburg, Eintracht Nordhorn, der VfB Oldenburg, der SV Meppen, der TuS Celle FC und der FC Bremerhaven in die Staffel Niedersachsen/Bremen ab. In die Staffel Hamburg/Schleswig-Holstein stiegen Holstein Kiel, der 1. SC Norderstedt sowie jeweils die Amateure des Hamburger SV und des FC St. Pauli ab.
Beide Staffeln spielten ab der folgenden Saison mit der Regelteilnehmerzahl von 18 Mannschaften.

## Staffel Niedersachsen/Bremen

### Abschlusstabelle
| Pl. | Verein                      | Sp. | S  | U  | N  | Tore    | Diff. | Punkte |
| --- | --------------------------- | --- | -- | -- | -- | ------- | ----- | ------ |
| 1.  | Kickers Emden (A)           | 30  | 21 | 7  | 2  | 073:170 | +56   | 70     |
| 2.  | FC Oberneuland              | 30  | 19 | 4  | 7  | 069:290 | +40   | 61     |
| 3.  | VfL Wolfsburg Amateure (N)  | 30  | 16 | 11 | 3  | 062:270 | +35   | 59     |
| 4.  | TSV Havelse                 | 30  | 16 | 8  | 6  | 059:320 | +27   | 56     |
| 5.  | FC Schüttorf 09 (N)         | 30  | 15 | 6  | 9  | 045:410 | +4    | 51     |
| 6.  | SV Concordia Ihrhove        | 30  | 15 | 5  | 10 | 065:400 | +25   | 50     |
| 7.  | Rotenburger SV              | 30  | 13 | 9  | 8  | 058:430 | +15   | 48     |
| 8.  | TuS Lingen                  | 30  | 13 | 8  | 9  | 056:370 | +19   | 47     |
| 9.  | Blau-Weiß Lohne             | 30  | 12 | 7  | 11 | 044:500 | −6    | 43     |
| 10. | SSV Vorsfelde               | 30  | 11 | 7  | 12 | 049:490 | ±0    | 40     |
| 11. | SVG Einbeck                 | 30  | 9  | 11 | 10 | 048:410 | +7    | 38     |
| 12. | SV Südharz Walkenried       | 30  | 10 | 5  | 15 | 056:590 | −3    | 35     |
| 13. | Wolfenbütteler SV           | 30  | 7  | 7  | 16 | 037:520 | −15   | 28     |
| 14. | Bremer TS Neustadt (N)      | 30  | 7  | 3  | 20 | 027:790 | −52   | 24     |
| 15. | SVG Göttingen 07            | 30  | 4  | 0  | 26 | 027:105 | −78   | 12     |
| 16. | Sportfreunde Ricklingen (A) | 30  | 1  | 4  | 25 | 018:920 | −74   | 07     |

| (A) | Absteiger aus der Regionalliga Nord 1998/99         |
| (N) | Aufsteiger aus der Verbands- und Landesliga 1998/99 |

### Kreuztabelle
Die Kreuztabelle stellt die Ergebnisse aller Spiele dieser Saison dar. Die Heimmannschaft ist in der linken Spalte, die Gastmannschaft in der oberen Zeile aufgelistet.
| 1999/2000               | Kickers Emden | FC Oberneuland | VfL Wolfsburg Amateure | TSV Havelse | FC Schüttorf 09 | SV Concordia Ihrhove | Rotenburger SV | TuS Lingen | Blau-Weiß Lohne | SSV Vorsfelde | SVG Einbeck | SV Südharz Walkenried | Wolfenbütteler SV | Bremer TS Neustadt | SVG Göttingen 07 | Sportfreunde Ricklingen |
| ----------------------- | ------------- | -------------- | ---------------------- | ----------- | --------------- | -------------------- | -------------- | ---------- | --------------- | ------------- | ----------- | --------------------- | ----------------- | ------------------ | ---------------- | ----------------------- |
| Kickers Emden           |               | 3:0            | 2:2                    | 2:0         | 3:1             | 1:0                  | 4:1            | 2:0        | 5:0             | 2:0           | 1:1         | 2:2                   | 1:0               | 2:0                | 5:0              | 6:0                     |
| FC Oberneuland          | 1:0           |                | 1:2                    | 3:1         | 2:0             | 2:5                  | 2:0            | 3:0        | 1:2             | 3:1           | 0:0         | 5:2                   | 1:0               | 3:0                | 6:0              | 4:0                     |
| VfL Wolfsburg Amateure  | 1:1           | 1:0            |                        | 0:1         | 0:0             | 1:0                  | 0:0            | 3:0        | 1:1             | 3:2           | 3:1         | 3:0                   | 1:2               | 1:0                | 3:1              | 5:0                     |
| TSV Havelse             | 1:1           | 2:0            | 1:4                    |             | 2:0             | 0:0                  | 0:0            | 2:1        | 0:0             | 2:2           | 0:0         | 2:0                   | 4:1               | 5:0                | 5:2              | 2:0                     |
| FC Schüttorf 09         | 1:1           | 2:1            | 0:0                    | 4:2         |                 | 2:1                  | 0:4            | 2:1        | 0:0             | 0:3           | 2:1         | 2:1                   | 3:1               | 6:1                | 5:1              | 2:1                     |
| SV Concordia Ihrhove    | 0:1           | 1:1            | 2:2                    | 0:1         | 0:2             |                      | 0:0            | 1:1        | 3:1             | 2:1           | 2:0         | 4:1                   | 3:0               | 7:0                | 4:0              | 3:0                     |
| Rotenburger SV          | 1:1           | 0:0            | 3:3                    | 3:2         | 4:1             | 3:6                  |                | 3:1        | 1:0             | 0:2           | 1:3         | 3:0                   | 1:0               | 3:1                | 5:1              | 2:1                     |
| TuS Lingen              | 0:2           | 0:2            | 1:1                    | 2:2         | 0:2             | 1:0                  | 4:1            |            | 5:0             | 3:0           | 4:1         | 3:0                   | 2:2               | 1:0                | 5:0              | 5:2                     |
| Blau-Weiß Lohne         | 1:3           | 0:3            | 0:5                    | 0:3         | 4:1             | 4:1                  | 2:1            | 1:1        |                 | 3:2           | 1:0         | 3:1                   | 1:2               | 0:2                | 4:0              | 0:0                     |
| SSV Vorsfelde           | 1:0           | 0:6            | 1:1                    | 1:3         | 2:0             | 5:2                  | 2:3            | 2:2        | 0:3             |               | 0:0         | 0:0                   | 1:1               | 4:0                | 3:1              | 5:0                     |
| SVG Einbeck             | 0:3           | 3:3            | 1:1                    | 0:4         | 2:0             | 0:2                  | 1:1            | 1:1        | 2:2             | 0:0           |             | 1:1                   | 6:0               | 2:3                | 4:2              | 6:0                     |
| SV Südharz Walkenried   | 1:2           | 1:4            | 5:0                    | 2:2         | 0:2             | 5:2                  | 2:2            | 0:1        | 2:3             | 1:2           | 2:0         |                       | 3:1               | 5:2                | 4:0              | 5:1                     |
| Wolfenbütteler SV       | 1:3           | 0:1            | 0:2                    | 1:3         | 0:0             | 0:2                  | 2:2            | 1:1        | 0:3             | 4:1           | 0:1         | 3:1                   |                   | 0:1                | 6:1              | 1:1                     |
| Bremer TS Neustadt      | 0:4           | 1:3            | 0:7                    | 1:4         | 0:0             | 0:4                  | 2:1            | 0:1        | 2:0             | 1:3           | 1:4         | 2:4                   | 2:2               |                    | 2:0              | 0:0                     |
| SVG Göttingen 07        | 0:5           | 2:7            | 1:2                    | 2:1         | 2:3             | 2:3                  | 0:3            | 0:4        | 2:4             | 2:1           | 0:4         | 1:3                   | 0:2               | 2:1                |                  | 0:1                     |
| Sportfreunde Ricklingen | 1:5           | 0:1            | 0:4                    | 0:2         | 1:2             | 3:5                  | 0:6            | 1:5        | 1:1             | 1:2           | 1:3         | 1:2                   | 0:4               | 1:2                | 0:2 1            |                         |

### Aufstiegsrunde zur Oberliga
Den einzigen Aufstiegsplatz spielten die drei Meister der Niedersachsenligen und Verbandsliga Bremen in einer Einfachrunde aus.
Die Amateure von Hannover 96 erreichten durch einen Sieg und ein Remis die meisten Punkte und stiegen daher in die Oberliga auf.
| Datum |                           | Ergebnis  |                           |
| ----- | ------------------------- | --------- | ------------------------- |
| 10.6. | Eintracht Braunschweig II | 2:4 (0:3) | SC Weyhe                  |
| 14.6. | Hannover 96 Amateure      | 0:0       | Eintracht Braunschweig II |
| 18.6. | SC Weyhe                  | 0:5 (0:2) | Hannover 96 Amateure      |

| Pl. | Verein                    | Sp. | S | U | N | Tore    | Diff. | Punkte |
| --- | ------------------------- | --- | - | - | - | ------- | ----- | ------ |
| 1.  | Hannover 96 Amateure      | 2   | 1 | 1 | 0 | 005:000 | +5    | 04     |
| 2.  | SC Weyhe                  | 2   | 1 | 0 | 1 | 004:700 | −3    | 03     |
| 3.  | Eintracht Braunschweig II | 2   | 0 | 1 | 1 | 002:400 | −2    | 01     |

## Staffel Hamburg/Schleswig-Holstein

### Abschlusstabelle
| Pl. | Verein                       | Sp. | S  | U  | N  | Tore    | Diff. | Punkte |
| --- | ---------------------------- | --- | -- | -- | -- | ------- | ----- | ------ |
| 1.  | TuS Felde                    | 30  | 19 | 4  | 7  | 079:380 | +41   | 61     |
| 2.  | Rasensport Elmshorn          | 30  | 17 | 5  | 8  | 052:290 | +23   | 56     |
| 3.  | TSV Altenholz                | 30  | 16 | 8  | 6  | 059:370 | +22   | 56     |
| 4.  | TuS Hoisdorf                 | 30  | 16 | 5  | 9  | 066:470 | +19   | 53     |
| 5.  | VfL Pinneberg                | 30  | 15 | 6  | 9  | 056:390 | +17   | 51     |
| 6.  | TSV Pansdorf 2               | 30  | 14 | 7  | 9  | 045:370 | +8    | 49     |
| 7.  | Eichholzer SV (N)            | 30  | 12 | 5  | 13 | 050:460 | +4    | 41     |
| 8.  | TSV Lägerdorf (N)            | 30  | 11 | 8  | 11 | 044:560 | −12   | 41     |
| 9.  | TuS Dassendorf (N)           | 30  | 11 | 6  | 13 | 039:470 | −8    | 39     |
| 10. | SC Vorwärts-Wacker Billstedt | 30  | 11 | 5  | 14 | 047:600 | −13   | 38     |
| 11. | Harburger TB 1865            | 30  | 8  | 12 | 10 | 027:380 | −11   | 36     |
| 12. | Heider SV                    | 30  | 8  | 10 | 12 | 038:440 | −6    | 34     |
| 13. | SV Lurup                     | 30  | 8  | 8  | 14 | 044:550 | −11   | 32     |
| 14. | Eimsbütteler TV (N)          | 30  | 9  | 5  | 16 | 039:590 | −20   | 32     |
| 15. | Itzehoer SV                  | 30  | 6  | 9  | 15 | 035:570 | −22   | 27     |
| 16. | SC Concordia Hamburg         | 30  | 3  | 9  | 18 | 029:600 | −31   | 18     |

| (N) | Aufsteiger aus der Verbands- und Landesliga 1998/99 |

### Kreuztabelle
Die Kreuztabelle stellt die Ergebnisse aller Spiele dieser Saison dar. Die Heimmannschaft ist in der linken Spalte, die Gastmannschaft in der oberen Zeile aufgelistet.
| 1999/2000                    | TuS Felde | Rasensport Elmshorn | TSV Altenholz | TuS Hoisdorf | VfL Pinneberg | TSV Pansdorf | Eichholzer SV | TSV Lägerdorf | TuS Dassendorf | SC Vorwärts-Wacker Billstedt | Harburger TB 1865 | Heider SV | SV Lurup | Eimsbütteler TV | Itzehoer SV | SC Concordia Hamburg |
| ---------------------------- | --------- | ------------------- | ------------- | ------------ | ------------- | ------------ | ------------- | ------------- | -------------- | ---------------------------- | ----------------- | --------- | -------- | --------------- | ----------- | -------------------- |
| TuS Felde                    |           | 3:4                 | 1:1           | 6:3          | 1:1           | 3:0          | 1:2           | 4:0           | 2:3            | 3:2                          | 3:0               | 3:0       | 5:2      | 2:0             | 4:0         | 1:0                  |
| Rasensport Elmshorn          | 3:2       |                     | 0:3           | 2:0          | 0:1           | 1:0          | 3:0           | 3:3           | 2:0            | 3:2                          | 0:0               | 3:0       | 1:0      | 5:2             | 2:0         | 0:0                  |
| TSV Altenholz                | 0:2       | 0:4                 |               | 2:1          | 3:1           | 2:2          | 1:0           | 1:2           | 1:0            | 0:2                          | 3:1               | 0:0       | 4:0      | 0:4             | 0:0         | 3:2                  |
| TuS Hoisdorf                 | 3:2       | 3:0                 | 2:2           |              | 2:2           | 2:1          | 3:0           | 2:2           | 0:2            | 1:3                          | 4:1               | 3:0       | 1:2      | 5:0             | 3:3         | 5:2                  |
| VfL Pinneberg                | 6:1       | 2:0                 | 3:3           | 4:1          |               | 2:0          | 3:1           | 2:0           | 1:1            | 1:2                          | 1:2               | 2:1       | 3:2      | 4:1             | 1:0         | 2:3                  |
| TSV Pansdorf                 | 0:2       | 0:0                 | 1:1           | 2:1          | 2:2           |              | 1:3           | 3:2           | 4:0            | 1:0                          | 0:2               | 3:1       | 2:0      | 1:1             | 3:2         | 2:1                  |
| Eichholzer SV                | 3:2       | 0:1                 | 0:2           | 1:2          | 3:0           | 3:0          |               | 2:0           | 0:2            | 4:1                          | 3:0               | 1:1       | 1:5      | 1:1             | 1:4         | 1:1                  |
| TSV Lägerdorf                | 1:1       | 1:4                 | 1:2           | 2:1          | 2:1           | 1:0          | 1:5           |               | 3:1            | 1:1                          | 2:2               | 0:0       | 0:0      | 2:3             | 3:2         | 3:2                  |
| TuS Dassendorf               | 1:3       | 2:1                 | 1:5           | 1:4          | 3:0           | 0:2          | 2:1           | 1:3           |                | 1:2                          | 2:1               | 2:0       | 4:1      | 0:1             | 2:2         | 1:1                  |
| SC Vorwärts-Wacker Billstedt | 1:1       | 0:5                 | 2:5           | 2:3          | 1:5           | 2:3          | 0:3           | 0:1           | 1:0            |                              | 0:0               | 3:4       | 1:1      | 3:0             | 2:1         | 1:0                  |
| Harburger TB 1865            | 0:5       | 0:0                 | 1:0           | 1:2          | 2:0           | 0:2          | 1:1           | 2:2           | 1:0            | 2:0                          |                   | 1:1       | 0:1      | 2:1             | 1:1         | 1:1                  |
| Heider SV                    | 1:2       | 0:3                 | 1:3           | 0:2          | 1:1           | 2:2          | 2:1           | 3:1           | 0:0            | 1:2                          | 1:1               |           | 1:1      | 4:0             | 3:0         | 0:1                  |
| SV Lurup                     | 1:5       | 2:1                 | 1:3           | 0:2          | 0:2           | 0:0          | 2:0           | 6:1           | 3:4            | 1:1                          | 1:0               | 3:3       |          | 2:3             | 1:3         | 1:1                  |
| Eimsbütteler TV              | 0:2       | 2:0                 | 2:2           | 0:1          | 0:2           | 0:2          | 0:4           | 2:0           | 1:1            | 3:4                          | 1:2               | 0:1       | 3:1      |                 | 3:1         | 2:0                  |
| Itzehoer SV                  | 0:5       | 1:0                 | 0:3           | 1:1          | 1:0           | 0:2          | 2:3           | 0:2           | 1:1            | 2:3                          | 0:0               | 0:3       | 0:0      | 3:1             |             | 1:1                  |
| SC Concordia Hamburg         | 0:2       | 0:1                 | 0:4           | 1:3          | 0:1           | 1:4          | 2:2           | 0:2           | 0:1            | 4:3                          | 0:0               | 0:3       | 0:4      | 2:2             | 3:4         |                      |

### Aufstiegsspiele zur Oberliga
Der Meister der Verbandsliga Schleswig-Holstein, der VfR Neumünster, und der Meister der Verbandsliga Hamburg, der ASV Bergedorf 85, spielten nach Saisonende in zwei Partien den einzigen Aufsteiger in die Staffel Hamburg/Schleswig-Holstein aus.
Nachdem Neumünster das Hinspiel im eigenen Stadion mit 1:0 gewonnen hatte, reichte den Neumünsteranern im Rückspiel ein 2:2-Remis nach einem 0:2-Pausenrückstand, um in die Oberliga aufzusteigen.
|                | Gesamt |                  | Hinspiel (28.5.) | Rückspiel (3.6.) |
| -------------- | ------ | ---------------- | ---------------- | ---------------- |
| VfR Neumünster | 3:2    | ASV Bergedorf 85 | 1:0 (0:0)        | 2:2 (0:2)        |

## Relegationsspiele zur Regionalliga
In der ersten Phase trugen der Sieger der Staffel Niedersachsen/Bremen, Kickers Emden, und der Sieger der Staffel Niedersachsen/Bremen, TuS Felde, zwei Spiele um die Qualifikation für die zweite Runde aus. Der Sieger qualifizierte sich damit für die Spiele um die Regionalliga-Teilnahme gegen den Tabellensechsten der Regionalliga Nord, Lüneburger SK. Kickers Emden setzte sich aufgrund der mehr erzielten Auswärtstore gegen Felde durch.
|               | Gesamt    |           | Hinspiel (27.5.) | Rückspiel (3.6.) |
| ------------- | --------- | --------- | ---------------- | ---------------- |
| Kickers Emden | (a)2:2(a) | TuS Felde | 0:1 (0:0)        | 2:1 (0:0)        |

In der zweiten Phase, dem Spiel um den Aufstieg in die bzw. den Verbleib in der Regionalliga bestritten der Oberliga-Meister, Kickers Emden, und Sechste der Regionalliga Nord, Lüneburger SK, zwei Spiele. Aufgrund des besseren Torverhältnisses verblieb der Lüneburger SK in der Regionalliga, während die Kickers Emden in der folgenden Saison in der Oberliga spielen musste.
|               | Gesamt |               | Hinspiel (10.6.) | Rückspiel (17.6.) |
| ------------- | ------ | ------------- | ---------------- | ----------------- |
| Lüneburger SK | 3:1    | Kickers Emden | 1:1 (0:0)        | 2:0 (2:0)         |